# Gmina Tårnby
Gmina Tårnby (duń. Tårnby Kommune) – jedna z gmin w Danii w regionie stołecznym (do 2007 r. w okręgu Kopenhagi (Københavns Amt)).
Siedzibą władz gminy jest Kastrup (jej część Tårnby). 
Gmina Tårnby została utworzona 1 kwietnia 1970 r. na mocy reformy podziału administracyjnego Danii. Kolejna reforma w 2007 r. potwierdziła status gminy.

## Dane liczbowe
- Liczba ludności: (♀ 19 279 + ♂ 20 303) = 39 582
  - wiek 0-6: 7,9%
  - wiek 7-16: 12,4%
  - wiek 17-66: 64,5%
  - wiek 67+: 15,3%
- zagęszczenie ludności: 618,5 osób/km²
- bezrobocie: 4,9% osób w wieku 17-66 lat
- cudzoziemcy z UE, Skandynawii i USA: 180 na 10 000 osób
- cudzoziemcy z krajów Trzeciego Świata: 284 na 10 000 osób
- liczba szkół podstawowych: 8 (liczba klas: 200)